# Стебник
Сте́бник (укр. Сте́бник) — город в Дрогобычской городской общине Дрогобычского района Львовской области Украины.

## Географическое положение
Расположен во Львовской области в Дрогобычско-Бориславском промышленном районе в 8 км к юго-западу от районного центра Дрогобыча, в 4 км от Трускавца. Окружающие села — Болеховцы, Доброгостов и Станыля.

## История
После первого раздела Речи Посполитой в 1772 году местность оказалась в составе Австрийской империи (с 1867 года — Австро-Венгрии).
После распада Австро-Венгрии селение заняли польские войска, в дальнейшем оно вошло в состав Львовского воеводства Польши.
В сентябре 1939 года село Стебник вошло в состав СССР. В дальнейшем, в ходе Великой Отечественной войны в 1941—1944 гг. оно было оккупировано немецкими войсками.
17 октября 1969 года село Стебник стало посёлком городского типа, в 1975 году численность населения посёлка составляла 18 тыс. человек.
21 января 1978 года Стебник получил статус города районного подчинения.
В XX веке здесь проходила добыча калийных солей, но после разрушения дамбы хвостохранилища калийного комбината 14 сентября 1983 года было принято решение о прекращении производства (в 1988 году была закрыта обогатительная фабрика, а затем — рудник № 1 и рудник № 2).
В мае 1995 года Кабинет министров Украины утвердил решение о приватизации находившегося в городе горнохимического предприятия, в июле 1995 года было утверждено решение о приватизации совхоза.

## Население
В январе 1989 года численность населения составляла 22 200 человек.
По данным переписи 2001 года, украинцы составляли 97,31 % населения Стебника, русские — 2,11 %.
На 2025 год численность населения составляет 19 015 человек.

### Языковой состав
Родной язык населения по данным переписи 2001 года:
| Язык       | Численность, чел. | Доля     |
| ---------- | ----------------- | -------- |
| Украинский | 20 208            | 97,94 %  |
| Русский    | 386               | 1,87 %   |
| Другое     | 40                | 0,19 %   |
| Итого      | 20 634            | 100,00 % |

Украинский язык является основным и единственным официальным языком города.

## Транспорт
Железнодорожная станция Стебник на линии Самбор-Трускавец Львовской железной дороги.

## Известные уроженцы
- Лео, Юлиуш (1861—1918) — австро-венгерский политик, экономист, юрист.
- Тарнавский, Илья Евстафьевич (1918—1995) — украинский советский партийный и государственный деятель, председатель Дрогобычского облисполкома (1957—1959). Депутат Верховного Совета УССР 4-5-го созывов.